# كتائب الفرقان
كتائب الفرقان هي جماعة مسلحة نشطت في مصر على نطاق محدود بعد انقلاب 2013 في مصر. هاجمت الكتائب سفينة حاويات كانت تمر عبر قناة السويس في سبتمبر 2013، كما هاجمت المجموعة مركز اتصالات بمنطقة القمر الصناعي في المعادي بأسلحة الآر بي جي في أكتوبر 2013.